# Данієл Алексич

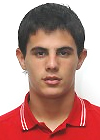
Алексич Данієль

Данієл Алексич (серб. Данијел Алексић / Danijel Aleksić, нар. 30 квітня 1991, Пула) — сербський футболіст, нападник клубу «Коньяспор».

## Клубна кар'єра
Народився 30 квітня 1991 року в місті Пула, СФРЮ (нині — Хорватія). Коли Данієлу було всього лише пару місяців, його мати з ним втекла до Сербії через ескалацію етнічного конфлікту в Хорватії. Алексич ніколи не бачив свого біологічного батька і носить прізвище своєї матері.
Почав грати в футбол в сім років у місцевому клубі «Ветерник». У віці 11, він перейшов в «Воєводину», в якій пройшов через усі вікові групи.
5 травня 2007 року він дебютував за першу команду «Воєводини» в матчі чемпіонату проти «Црвени Звезди» у віці лише 16 років і п'ять днів, завдяки чому став другим наймолодшим гравцем, який коли-небудь виходив у матчі в сербської Суперліги (після Славко Перовича). До кінця сезону 2006/07, він вийшов на поле ще в одному матчі чемпіонату. Забив свій перший гол 2 квітня 2008 року в матчі проти «Хайдука» (Кула). Загалом за рідну команду Алексич взяв участь у 48 матчах чемпіонату.
19 січня 2010 року Алексич перейшов в італійське «Дженоа». Він став другим сербським придбанням клубу у сезоні після Ненада Томовича. Данієл дебютував в Серії А в матчі проти «Ювентуса» (2:3) 14 лютого 2010 року, вийшовши на 88-ій хвилині замість Доменіко Крішито. Ці кілька хвилин так і залишились єдиними для серба до кінця сезону 2009/10 Серії А сезону.
Влітку 2010 року до Генуї перейшов Лука Тоні і означало, що Алексич став зайвими в команді і 1 липня був відданий в оренду в клубу Серії В «Кротоне». Тим не менше, він відмовився від трансферу і залишився в Генуї. Проте не зігравши на початку нового сезону в жодному матчі, в кінці літнього трансферного вікна був відданий в оренду німецькому «Гройтеру» з Другої Бундесліги, де виступав до кінця сезону 2010/11, зігравши у 16 матчах чемпіонату.
21 серпня 2011 року Алексич був відданий в оренду в «Кавалу», але через кілька тижнів грецька команда була виключена з грецької Суперлізі і відправлена до регіональних змагань, тому угода була скасована, і гравець повернувся до Генуї, де, щоправда, більше так і не зіграв.
У січні 2012 року було оголошено, що французький футбольний клуб з Ліги 1 «Сент-Етьєн» підписав контракт на три з половиною роки з Алексичем. Проте і в новій команді Алексич виходив на поле вкрай рідко, здебільшого граючи за дублюючу команду в Аматорській лізв, крім того здавався в оренду в клуб другого дивізіону «Арль-Авіньйон», де, втім, зіграв всього 90 хвилин.
У липні 2014 року Данієл став гравцем польської «Лехії» (Гданськ), але і тут не зміг закріпитись, зігравши до кінця року лише в трьох матчах Екстракласи, після чого перейшов у швейцарський «Санкт-Галлен». Саме там сербський нападник нарешті зміг закріпитись в основі з сезону 2015/16 і наразі встиг відіграти за швейцарську команду 44 матчі в національному чемпіонаті.

## Виступи за збірні
2007 року дебютував у складі юнацької збірної Сербії, разом з якою був учасником юнацького (U-17) Євро-2008, де забив два голи і був визнаний найкращим гравцем турніру. Також був учасником європейської першості до 19 років у 2009 році в Україні, де забив три голи і дійшов з командою до півфіналу. Загалом взяв участь у 23 іграх на юнацькому рівні, відзначившись 16 забитими голами.
З 2008 року залучався до складу молодіжної збірної Сербії. На молодіжному рівні зіграв у 8 офіційних матчах, забив 1 гол.
Загалом же Алексич став автором унікального досягнення, зігравши протягом 2008 року у чотирьох збірних різних вікових категорій, в тому числі і дебютував у складі національної збірної Сербії 14 грудня в товариській грі проти збірної Польщі. Наступного разу зіграв у складі збірної лише через 10 років, вийшовши на заміну в кінці матчу Ліги націй проти Литви.

## Титули і досягнення
- Чемпіон Туреччини (1):

«Істанбул Башакшехір»: 2019-20
Збірні
- Найкращий гравець Чемпіонату Європи (U-17): 2008